# L'hèroe
L'hèroe: drama en tres actes, conegut simplement com a L'hèroe, és una obra teatral en català de Santiago Rusiñol i Prats. Aquesta obra fou estrenada al Teatre Romea de Barcelona (en aquella època anomenat Teatre Català) la nit del 17 d'abril de 1903, dirigida per l'actor principal, l'intèrpret badaloní Enric Borràs.

## Argument
L'hereu d'una família d'humils teixidors torna a casa després d'haver passat per l'experiència de la guerra de les Filipines. És rebut com un heroi per les seves proeses bèl·liques, però el seu caràcter s'ha vist modificat per l'experiència. A causa de la fama i del pas per l'exèrcit ha patit una transformació que l'ha convertit en un ésser gandul, desvergonyit i sense cor. Abandona la feina i es dedica a la beguda, al joc i a la seducció. A partir d'aquí, comença un procés en què entra en conflicte amb el seu món anterior, en el qual esdevé un element estrany i pertorbador.
L'obra ve presidida per la dicotomia que s'estableix entre dos personatges antagònics, l'Hèroe i Joan, un humil treballador tèxtil. Tots dos han servit a la guerra colonial, però amb resultats ben diferents. Si l'Hèroe ha tornat carregat de fama i de prestigi militar, Joan només ha tornat debilitat i malalt; si el primer ha tornat per rebre elogis i distincions, el segon ha tornat per anar directament al seu antic lloc de treball. En el fons, tots dos són víctimes, amb resultats diferents, de la guerra i del militarisme. Un element fonamental en aquest esquema és la reivindicació dels valors del món menestral i de l'ofici, encarnats per Joan i pels pares de l'Hèroe. Uns valors que, al seu torn, són símbol identitari de catalanitat i que acabaran triomfant.

## Significació

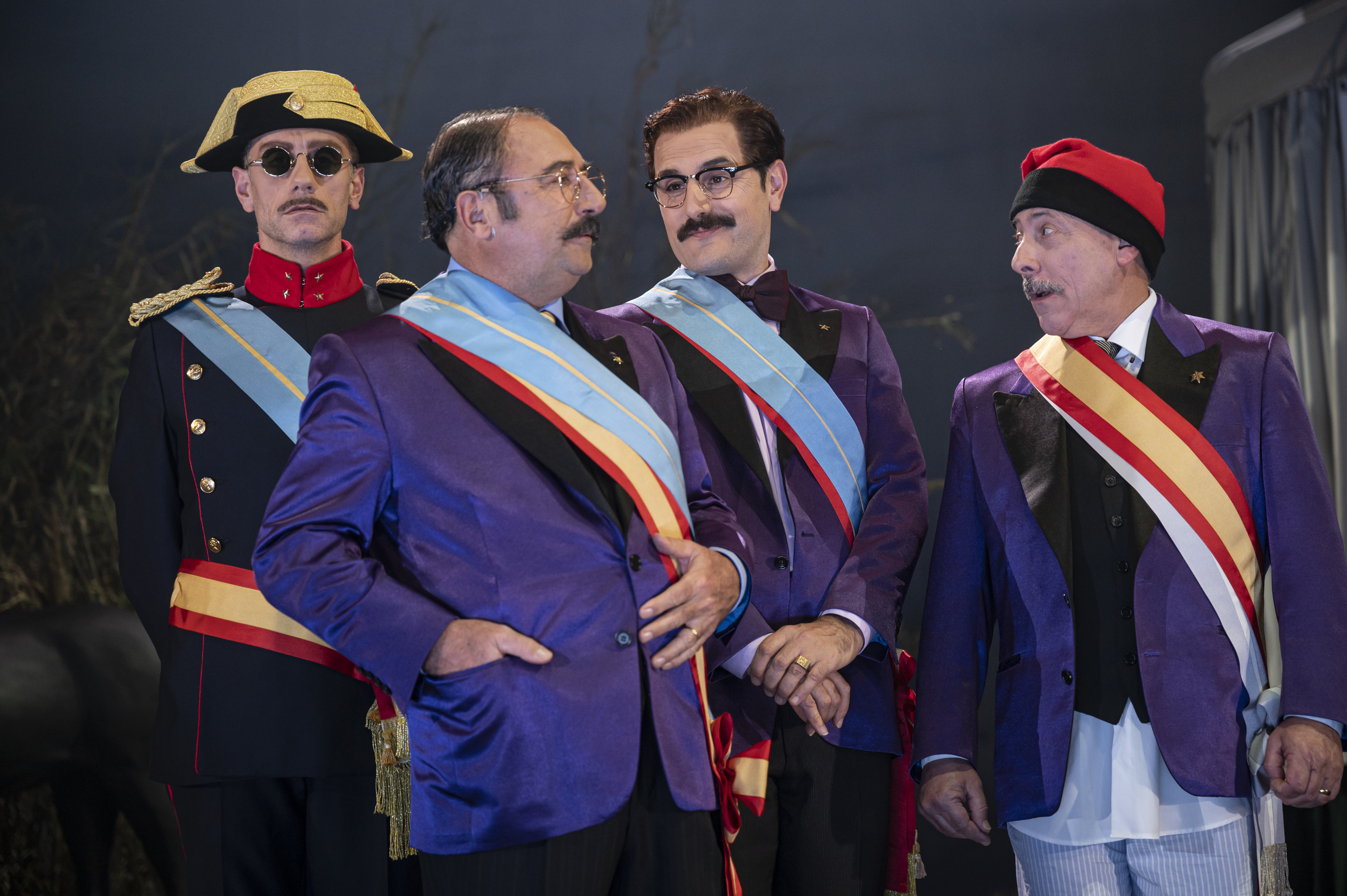
La crítica a l'exèrcit i el militarisme és freqüent a L'hèroe.

La peça, a banda de constituir una aferrissada defensa d'aquests valors axiològics, també és presentada com un retrat amarg i crític de la guerra. La historiadora de la literatura catalana Margarida Casacuberta afirma que l'autor va aconseguir desfer un dels grans tabús que encara sobrevolaven l'escena, el de la infal·libilitat militar, al marge d'assolir, amb l'estrena al Romea, que va ser un autèntic bany de masses i el suport incondicional del catalanisme en les controvèrsies que seguiren aquesta primera representació. I és que l'exèrcit i els sectors dirigents de la Restauració borbònica espanyola, des del final de la guerra, havien esdevingut un blanc recurrent dels sectors regeneracionistes i una part del catalanisme, en tant que encarnaven els pitjors valors: el centralisme més furibund, el patriotisme més tronat i l'immobilisme a ultrança. A més, l'historiador i crític literari Joan Lluís Marfany afirma que se'ls culpava de la catàstrofe colonial i de la corrupció i decadència de l'Estat.

## Representacions destacades

### Estrena al Teatre Romea
L'hèroe va estrenar-se al Teatre Romea de Barcelona, aleshores conegut com a Teatre Català, la nit del 17 d'abril de 1903. Poc després de llur estrena, aquesta creació del dramaturg català Santiago Rusiñol fou censurada i prohibida.
Santiago Rusiñol va recuperar la confiança dels grups catalanistes. A l'obra, l'artista duu a terme una desmitificació de la guerra amb la pèrdua de les últimes colònies d'Ultramar. Per a l'argument de l'obra es va inspirar en una notícia apareguda en un periòdic mallorquí, en la qual es narrava el patetisme de la situació del soldat que tornava havent perdut els punts de referència moral. Així, l'obra planteja la degradació moral del protagonista, Francesc Garrido, l'heroi nouvingut de la guerra de Cuba, un jove que era honrat i treballador però que a conseqüència del conflicte es convertirà en un cínic i un depravat. La crítica i el públic, majoritàriament catalanista, va interpretar l'obra com un atac frontal contra el militarisme, al que s'oposaven, i va ser molt aplaudida.

### Pel·lícula a Televisió Espanyola
L'any 1976, L'hèroe va ser duta a la pantalla de la mà de Televisió Espanyola a Catalunya. Sota la realització de Sergi Schaaff i la producció de Ramon Martí, i amb els actors Julià Navarro, Montserrat García Sagués, Carles Velat, Conxita Arquimbau, Rafael Anglada, Mercè Managuerra, Xavier Llorens i Miquel Graneri, va estrenar-se el 7 de març de 1977 per televisió al canal TVE-1, i repetida al mateix canal el 12 de març de 1977 i al canal TVE-2 el 2 d'abril de 1984.

### Teatre Nacional de Catalunya

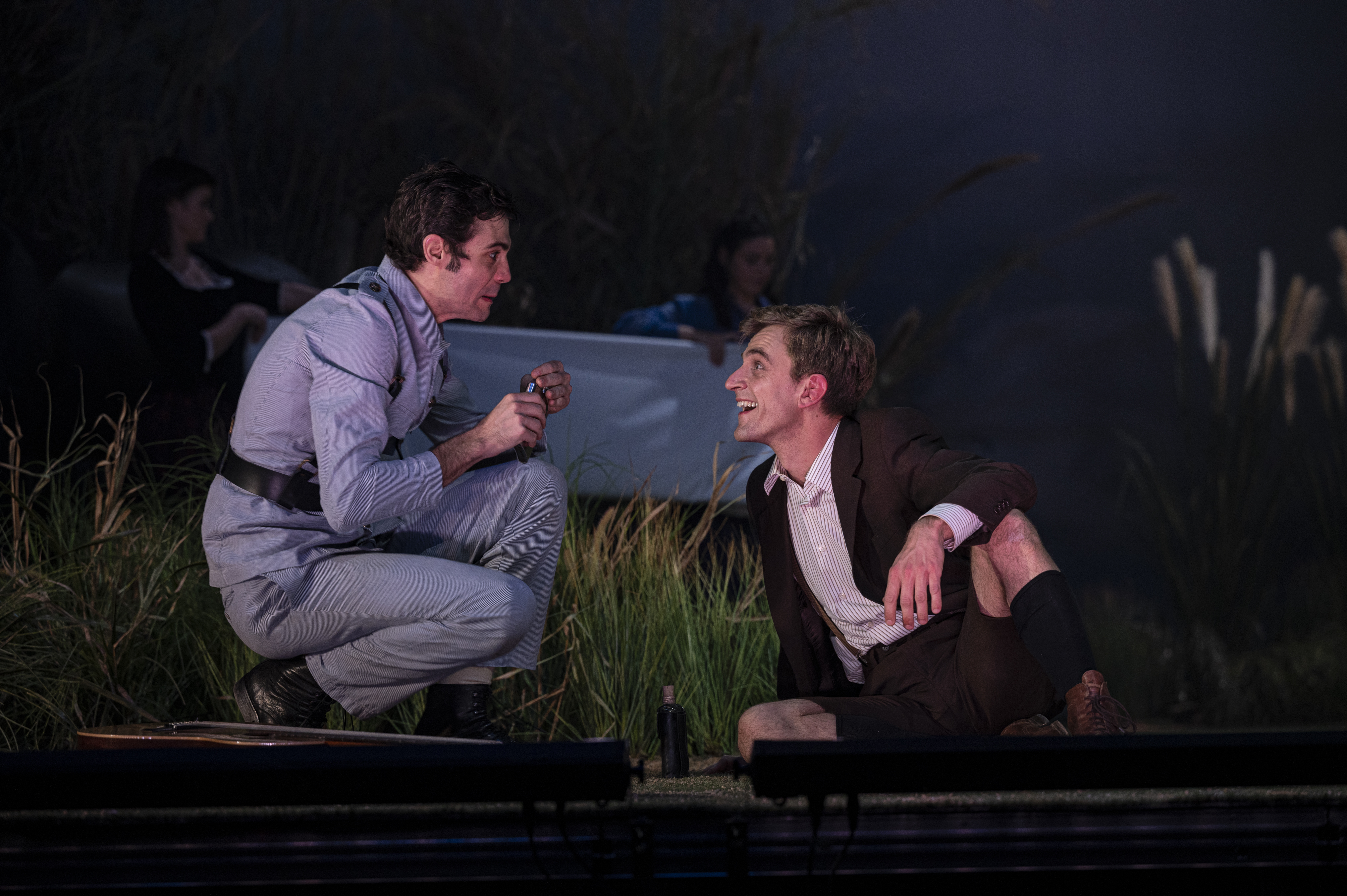
Javier Beltrán (interpretant Hèroe) i David Marcé (interpretant Clapat).

Durant la temporada del 2020-2021 del Teatre Nacional de Catalunya, L'hèroe va ser interpretat a aquest teatre públic ja esmentat propietat de la Generalitat de Catalunya. Sota la direcció de Lurdes Barba i Rodríguez i la dramaturgia d'Albert Arribas, la Sala Gran del TNC va acollir-la del 3 de desembre de 2020 al 10 de gener de 2021.

#### Repartiment
| Personatge                        | Actor           |
| --------------------------------- | --------------- |
| Francesc Garrido, l'heroi (hèroe) | Javier Beltrán  |
| Joan                              | Albert Prat     |
| Carme                             | Mima Riera      |
| Mercè                             | Georgina Latre  |
| Secretari                         | Miquel Malirach |
| Clapat                            | David Marcé     |
| Anton                             | Manel Barceló   |
| Andreuet                          | Joan Marmaneu   |
| Sargent                           | Joan Negrié     |
| Ramona                            | Rosa Renom      |
| Senyor Tomàs                      | Toni Sevilla    |
| Alcalde                           | Albert Tallet   |